# Theridion hummeli
Theridion hummeli är en spindelart som beskrevs av Schenkel 1936. Theridion hummeli ingår i släktet Theridion och familjen klotspindlar. Inga underarter finns listade i Catalogue of Life.